# Acroporium ceylonense
Acroporium ceylonense är en bladmossart som beskrevs av Hugh Neville Dixon 1930. Acroporium ceylonense ingår i släktet Acroporium och familjen Sematophyllaceae. Inga underarter finns listade i Catalogue of Life.